# Helgi Ólafsson
Helgi Ólafsson (ur. 15 sierpnia 1956 roku) – islandzki szachista i trener szachowy (FIDE Senior Trainer od 2009), arcymistrz od 1985 roku.

## Kariera szachowa
Od połowy lat 70. należy do ścisłej czołówki islandzkich szachistów. Sześciokrotnie triumfował w mistrzostwach swojego kraju. Pierwszy złoty medal zdobył w 1978 r., kolejne w latach 1981, 1991, 1992, 1993 i 1996. Jest rekordzistą Islandii pod względem liczby startów w szachowych olimpiadach. Pomiędzy 1976 a 2006 r. wystąpił w olimpijskich turniejach 15 razy (w tym trzykrotnie na I szachownicy), najlepsze wyniki uzyskując w 1986 (V miejsce) oraz 1992 (VI miejsce). W 1993 r. wystąpił w drużynowych mistrzostwach świata w Lucernie, gdzie szachiści islandzcy zajęli V miejsce. Był również dwukrotnym (1992, 2011) uczestnikiem drużynowych mistrzostw Europy, w 2011 r. zdobywając srebrny medal za indywidualny wynik na V szachownicy.
Pierwszy sukces na arenie międzynarodowej odniósł w 1976 r., zajmując V miejsce w rozegranych w Groningen mistrzostwach Europy juniorów do 20 lat. W 1984 r. podzielił I miejsce (wraz z Johannem Hjartarsonem i Samuelem Reshevskim) w otwartym turnieju Reykjavík Open w Reykjaviku oraz triumfował w Neskaupstadzie. W następnym roku podzielił I miejsce (wraz z Simenem Agedesteinem i Johannem Hjartarsonem) w mistrzostwach krajów nordyckich w Gjøviku. W 1990 r. podzielił I miejsce w kolejnym turnieju Reykjavík Open (wraz z m.in. Lwem Połgajewskim, Yasserem Seirawanem, Siergiejem Dołmatowem i Rafaelem Waganjanem).
Sukcesy odniesione pod koniec lat 80. pozwoliły mu na awans do szerokiej światowej czołówki. Najwyższy ranking w karierze osiągnął 1 lipca 1990 r., z wynikiem 2595 punktów dzielił wówczas 34-36. miejsce na światowej liście FIDE, jednocześnie zajmując 1. miejsce wśród islandzkich szachistów.